# Rostingen
Rostingen ist ein Ortsteil der Stadt Königswinter im nordrhein-westfälischen Rhein-Sieg-Kreis. Er gehört zum Stadtteil Eudenbach und zur Gemarkung des Oberhaus, am 30. September 2022 zählte er 63 Einwohner.

## Geographie
Der Weiler Rostingen liegt am Rande des Niederwesterwalds im Nordwesten der Asbacher Hochfläche auf einem nach Süden zum Quirrenbach, dem rechten Quellbach des Pleisbachs, abfallenden Gelände und umfasst Höhenlagen zwischen 205 und 225 m ü. NHN. Westlich erhebt sich mit dem Scheurenberg (229,5 m ü. NN) eine kleine Anhöhe. Zu den nächstgelegenen Ortschaften gehören Eudenbach im Nordosten, Gratzfeld und Schwirzpohl im Südosten, Faulenbitze im Süden, Kochenbach im Südwesten und Quirrenbach im Westen.

## Geschichte
Rostingen gehörte zur Honschaft Oberhau, einer von zuletzt fünf Honschaften, aus denen sich das Kirchspiel Oberpleis im Amt Blankenberg bis zur Auflösung des Herzogtums Berg im Jahre 1806 zusammensetzte. Anschließend war Rostingen Teil der Kataster- bzw. Steuergemeinde Oberhau im Verwaltungsbezirk der Bürgermeisterei Oberpleis und wurde 1845/46 mit dem Oberhau in die neu gebildete Gemeinde Oberpleis eingegliedert. Bei Volkszählungen in der ersten Hälfte des 19. Jahrhunderts war Rostingen als Kotten verzeichnet. Der Ort blieb zunächst eine Ansammlung mehrerer Höfe und wuchs auch danach bevölkerungsmäßig nie signifikant über das damals erreichte Niveau hinaus. Die Zahl der Wohnhäuser vergrößerte sich jedoch zwischen 1843 und 1885 von sieben auf zwölf. 
Von wirtschaftlicher Bedeutung für den Ort waren ein bereits Ende des 18. Jahrhunderts betriebener Steinbruch am Scheurenberg sowie seit der zweiten Hälfte des 19. Jahrhunderts der Abbau von Quarzitbänken auf der oberhalb gelegenen Rostinger Heide. Am 1. Oktober 1902 wurde Rostingen zur Erschließung des Quarzitvorkommens an das Schmalspur-Schienennetz der Bröltalbahn angeschlossen und bildete den Endpunkt der Strecke Siegburg–Niederpleis–Oberpleis–Herresbach–Nonnenberg–Rostingen, auf der in geringerem Maße auch eine Personenbeförderung stattfand. 1905 wurde vom Bahnhof in Rostingen eine Anschlussstrecke entlang des Quirrenbachs vorbei an Gratzfeld, Wülscheid und durch Orscheid bis nach Rottbitze errichtet, die dem Transport des am Himberg und Dachsberg abgebauten Basalts diente. 1951 wurde die Teilstrecke von Nonnenberg nach Rostingen stillgelegt, am 20. Mai für den Personenverkehr und am 23. Juni für den Güterverkehr. Im Laufe der folgenden drei Jahrzehnte kam auch der Quarzitabbau schrittweise zum Erliegen.
Bis 1969 blieb Rostingen ein Ortsteil der Gemeinde Oberpleis.
Einwohnerentwicklung
| Jahr | Einwohner |
| ---- | --------- |
| 1816 | 31        |
| 1828 | 34        |
| 1843 | 45        |
| 1885 | 43        |
| 1905 | 58        |
| 1977 | 59        |

## Sehenswürdigkeiten

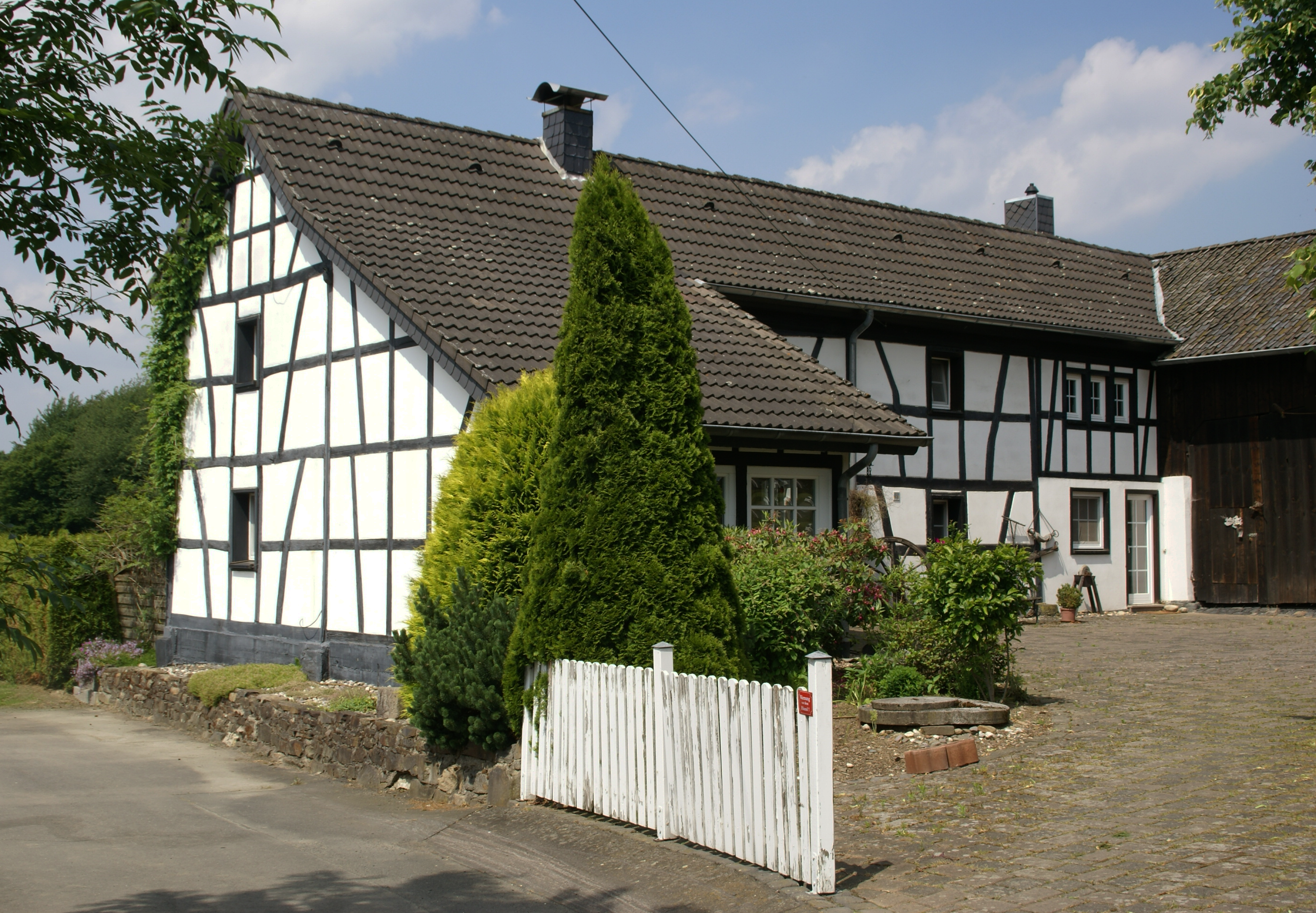
Denkmalgeschützte Fachwerkhofanlage Holzweg 12 (2014)

Als Baudenkmal unter Denkmalschutz stehen:
- eine Fachwerkhofanlage aus dem Ende des 18. Jahrhunderts (Holzweg 12); zweigeschossiges Wohnhaus in Ständerbauweise; mit (ursprünglich) Stall und Scheune; gilt als „siedlungsgeschichtlich von Bedeutung“[14]
- ein Fachwerkhof aus der ersten Hälfte des 19. Jahrhunderts (Holzweg 11); zweigeschossiges Wohnhaus in Ständerbauweise; entstand in Zusammenhang mit Haus Nr. 12[14]